# Dél-afrikai férfi jégkorong-válogatott
A dél-afrikai férfi jégkorong-válogatott Dél-afrikai Köztársaság nemzeti csapata, amelyet a Dél-afrikai Jégkorongszövetség (afrikaansul: Suid-Afrikaanse Yshokkie Federasie) irányít. Jelenleg az egyetlen afrikai válogatott, amely IIHF-tornákon szerepel. A válogatott jelenleg az IIHF-világranglista 51. helyén található (2022).
A válogatott 1961-ben mutatkozott be a C-csoportos világbajnokságon, ahol összesítésben a tizenkilencedik helyen végeztek, ami a mai napig a válogatott legjobb helyezése világbajnokságon, az 1966-ban szerzett tizenkilencedik hely mellett. A válogatott 2023-tól a divízió III/A tagja. Téli olimpián eddig még nem szerepeltek.

## Eredmények

### Világbajnokság
- 1961– – nem jutott ki az élvonalbeli világbajnokságra

### Olimpiai játékok
- 1964– – nem jutott ki